# Mike Moran
Michael Moran (4 de marzo de 1948 en Leeds, West Yorkshire, Inglaterra) es un músico, productor discográfico y compositor, popular por su trabajo con artistas y bandas como Ian Gillan Band, Ozzy Osbourne, Nicko McBrain, George Harrison, David Bowie y Freddie Mercury.
Junto a Lynsey de Paul, representaron al Reino Unido en el Festival de Eurovisión 1977 con la canción Rock bottom, obteniendo el 2.º lugar.

## Discografía

### Colaboraciones
Con Oliver Nelson
- Oliver Edward Nelson in London with Oily Rags (Flying Dutchman, 1974)